# Phil Walters
Phil Walters (ur. 20 kwietnia 1916 roku w Nowym Jorku, zm. 6 lutego 2000 roku w Homosassa) – amerykański kierowca wyścigowy.

## Kariera
W wyścigach samochodowych Walters poświęcił się głównie startom w wyścigach zaliczanych do klasyfikacji Mistrzostw Świata Samochodów Sportowych. W latach 1950-1955 pojawiał się w stawce 24-godzinnego wyścigu Le Mans. W pierwszym sezonie startów uplasował się na trzeciej pozycji w klasie S 8.0, a w klasyfikacji generalnej był jedenasty. Rok później odniósł zwycięstwo w klasie S 8.0. Sukces ten powtórzył w sezonie 1953, plasując się jednocześnie na najniższym stopniu podium klasyfikacji generalnej.